# Musicae sacrae disciplina
Die Enzyklika Musicae sacrae disciplina von Papst Pius XII. wurde am 25. Dezember 1955 veröffentlicht und trägt den Untertitel „Über die Kirchenmusik“. Der Papst beabsichtigte mit diesem Rundschreiben der Bedeutung der Kirchenmusik, speziell in der Liturgie,  Ausdruck zu verleihen. Es richtete sich vor allem gegen die Musik der Romantik und volkstümliche Messvertonungen. So habe die Musik, wie Pius XII. sagt, eine enge und hohe Bedeutung zur Liturgie, da sie an die Kulthandlung näher herantritt als die meisten anderen freien Künste.

„Die Kirchenmusik muss in höchstem Maße die besonderen Eigenschaften der Liturgie besitzen, nämlich die Heiligkeit und die Güte der Form; daraus erwächst von selbst ein weiteres Merkmal, die Allgemeinheit. Diese Eigenschaften finden sich in höchstem Maße im Gregorianischen Choral, besitzt in vorzüglichem Maße auch die klassische Polyphonie. Eine Kirchenkomposition ist um so heiliger und liturgischer, je mehr sie sich in Verlauf, Eingebung und Geschmack der gregorianischen Melodik nähert; und sie ist um so weniger des Gotteshauses würdig, als sie sich von diesem höchsten Vorbild entfernt.“

Einleitend wird  auf  die  Ausführungen von Papst Pius  X. hingewiesen,  die dieser in  seinem,  von  ihm  als Rechtsbuch  der  Kirchenmusik bezeichneten Motu proprio Tra le sollecitudini niedergeschrieben hatte.  Pius XII. erinnert daran, dass auch  das Trienter Konzil jene Musikstücke, in denen dem Orgelspiel oder dem Gesang etwas Zügelloses oder Unreines beigemischt ist, verpönte. Schon sein Vorgänger Benedikt XIV. habe 1749 die Bischöfe besonders  ermahnt, es sollten die gegen jede Gewohnheit in die Kirchenmusik eingedrungenen maßlosen Missbräuche mit allen Mitteln abgewehrt werden. Noch einmal wird  an die Kriterien Pius X. erinnert. Außerdem sei der Gregorianische Gesang –  so die Enzyklika – geeignet, die Einheit der Kirche mit tiefem Trost an sich zu erfahren.
Pius XII. hob ebenfalls hervor, dass die „Musica sacra“ einen musikpädagogischen Auftrag habe und verlangte, dass die Jugendlichen wenigstens die leichteren und gebräuchlichen Stücke des gregorianischen Gesangs lernen und  sie  auch bei  liturgischen Feiern zu gebrauchen wissen. Bei genauer Beurteilung der Enzyklika ergibt sich eine klare Weisung für die Kirchenmusik und die Anordnung, bei der Musikgestaltung angemessene Disziplin zu wahren.